# Goniolimon orthocladum
Goniolimon orthocladum är en triftväxtart som beskrevs av Franz Josef Ivanovich Ruprecht. Goniolimon orthocladum ingår i släktet Goniolimon och familjen triftväxter. Inga underarter finns listade i Catalogue of Life.